# Xanthia andesica
Xanthia andesica là một loài bướm đêm trong họ Noctuidae.